# Stechiometria ekologiczna

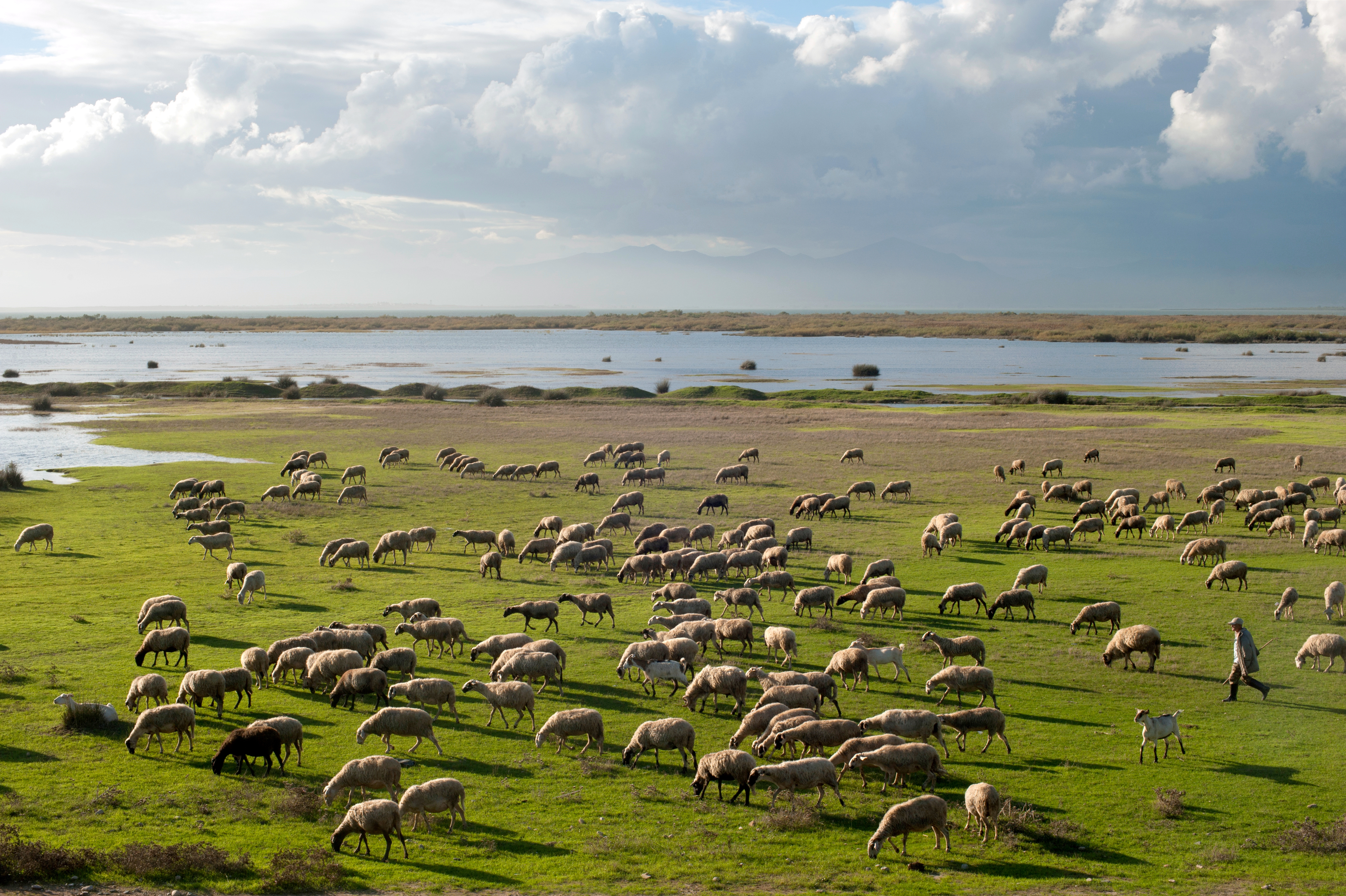
Owce jedzą trawę, która zawiera dużo węgla, a mało azotu i fosforu (ma wysoki stosunek C:N:P). Aby urosnąć muszą ze zjedzonej trawy zbudować swoje ciała, które zawierają mniej węgla, a więcej azotu i fosforu, niż trawa (mają niski stosunek C:N:P). Stechiometria ekologiczna bada strategie stosowane przez żywe organizmy do radzenia sobie z takimi problemami.

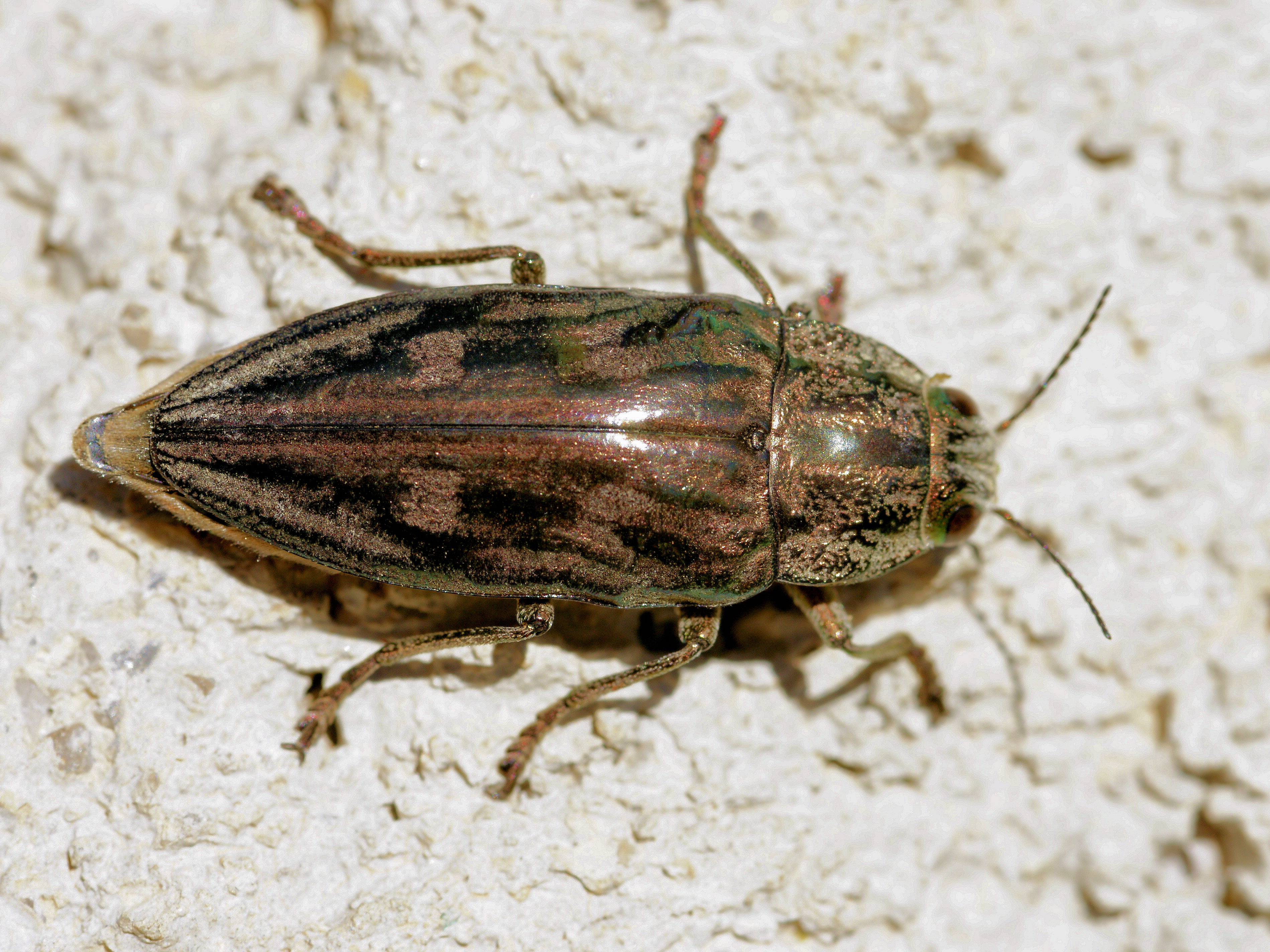
Miedziak sosnowiec (Chalcophora mariana) drąży tunele w martwym drewnie, które jest ekstremalnie ubogim pokarmem. Do jego rozwoju konieczne są związki dostarczane przez grzyby spoza zamieszkiwanego drewna.

Stechiometria ekologiczna (ang. ecological stoichiometry, ES) lub stechiometria biologiczna (ang. biological stoichiometry) – program badawczy w ekologii. Perspektywa stechiometrii ekologicznej poszerzyła tradycyjny sposób myślenia o funkcjonowaniu ekosystemu, skupiony dawniej na przepływie energii, zwracając uwagę na przepływ biomasy i obieg pierwiastków, ze szczególnym uwzględnieniem ich wzajemnych proporcji. Skład pierwiastkowy stechiometria ekologiczna łączy z biochemicznymi cechami środowiska i fizjologią zamieszkujących je organizmów. W ten sposób fizjologia organizmów łączona jest z zależnmościami w obrębie sieci troficznej, a przez to z funkcjonowaniem całego ekosystemu. Ramy ekologii stechiometrycznej integrują różnorodne działy biologii, w tym biologię ewolucyjną, biogeochemię, ekologię fizjologiczną, ekologię zespołów czy ekologię ekosystemów.
W tym kontekście kluczowe cechy historii życiowych (tempo wzrostu, rozmiar ciała, pozycja troficzna), związane ze składem ciała, są wyrażane w prosty sposób, w kategoriach zmienności stężeń pierwiastków, które reprezentują ważne molekuły i struktury. Rozważając konstrukcję sieci troficznych można zauważyć, że organizmy doświadczają niedopasowania stechiometrycznego (ang. stoichiometric mismatch): mają dostęp jedynie do takich ilości konkretnych pierwiastków, jakich dostarcza im konkretne pożywienie, w określonych proporcjach. Efektem tego jest chemiczne niedopasowanie pomiędzy pożywieniem, a jego konsumentem. Jeżeli ta niezgodność nie zostanie skompensowana, skutkiem będzie ograniczenie budżetu energetycznego, zahamowanie tempa wzrostu, spadek ilości i jakości potomstwa oraz obniżona przeżywalność.
Początkowo w ramach stechiometrii ekologicznej skupiano się na stosunkach trzech pierwiastków, mających kluczowe znaczenie dla organizmów żywych, tj. C:N:P (węgiel, azot i fosfor). Na przełomie XX i XXI wieku zastanawiano się nad czynnikami warunkującymi specyficzne wartości stosunku C:N:P u producentów i konsumentów, wskazując na fundamentalną funkcję fosforu jako składnika rybosomalnego RNA. W 1986 roku Reiners, a w 1996 roku Elser i inni opublikowali prace zwracające uwagę na problem tradycyjnego, „energocentrycznego” podejścia do ekologii i biologii ewolucyjnej, które ignoruje rolę obiegu materii w kształtowaniu życia. Tak powstała hipoteza „Growth Rate Hypothesis”, zaanonsowana przez Elsera i innychi. W 2002 roku opublikowano książkę „Ecological stoichiometry: The biology of elements from molecules to the biosphere”, uważaną przez środowisko naukowe za kamień węgielny programu stechiometrii ekologicznej. Obecnie badacze zwracają coraz większą uwagę na biologiczne znaczenie stosunków pierwiastków innych niż węgiel, azot i fosfor.
Do tej pory stechiometria ekologiczna dostarczyła danych na temat różnych wzorców pierwiastkowego składu ciała w zależności od pozycji troficznej (zawartość pierwiastków innych niż węgiel stosunkowo niska u autotrofów i wysoka u heterotrofów, homeostaza stechiometryczna słaba u autotrofów, i silna u heterotrofów), ujawniła niedopasowanie stechiometryczne pomiędzy organizmami zajmującymi różne pozycje troficzne, i przysłużyła się próbom wyjaśnienia obiegu pierwiastków w sieciach troficznych.
Wkład w rozwój stechiometrii ekologicznej mają również polscy badacze, którzy jako pierwsi na świecie przeanalizowali stosunki stechiometryczne dwunastu, ważnych fizjologicznie, pierwiastków (w tym metali ciężkich) w kontekście funkcjonowania sieci troficznej w ekosystemie lądowym. Dzięki temu wyjaśnili paradoks strategii roślinożerców żywiących się ekstremalnie ubogim pokarmem – martwym drewnem.